# 池田麻美
池田 麻美（いけだ あさみ、1981年5月1日 - ）は、埼玉県出身の元女子バスケットボール選手である。トヨタ自動車アンテロープスに所属していた。ポジションはセンターフォワード。ニックネームは「キラ」。

## 来歴
大宮東高校卒業後、2000年にトヨタ自動車に入社した。
2006年競技大会の日本代表に選出されたが、けがのため欠場。
2007年アジア選手権の日本代表に選出された。
2007年から2009年までトヨタ自動車アンテロープスの副将を、2009年から10年は主将を務めた。
2014年オフに引退を発表した。

## 経歴
- 大宮東高校 - トヨタ自動車（2000年〜2014年）

## 日本代表歴
- 2007年アジア選手権

## 受賞歴
- Wリーグベスト5（2008-09,2009-10）
- 全日本総合バスケットボール選手権大会ベスト5（2013）